# Poljane, Cerkno
Poljane este o localitate din comuna Cerkno, Slovenia, cu o populație de 69 de locuitori.